# Oscar Nilsson-Julien
Pour les articles homonymes, voir Nilsson et Julien.
Oscar Nilsson-Julien, né le 10 janvier 2002 à Kentish Town, est un coureur cycliste franco-britannique. Il court sur route et sur piste.

## Biographie
Enfant, Oscar Nilsson-Julien se rend régulièrement au vélodrome de Herne Hill, dans le sud de Londres, avec son père Olivier, qui s'y entraîne avec le Velo Club Londres. Ce n'est qu'en 2014 qu'il se lance sérieusement dans le cyclisme. En 2016, il devient sur piste champion de Grande-Bretagne de l'omnium dans sa catégorie d'âge. En 2018, il remporte les titres nationaux chez les jeunes en omnium, course aux points, scratch et course à l'américaine.
En 2019, il est sacré champion d'Europe de poursuite par équipes juniors (17/18 ans) avec Max Rushby, Alfred George, Samuel Watson et Leo Hayter. Il se classe également neuvième du championnat du monde du contre-la-montre juniors. En 2022, il devient champion de Grande-Bretagne de l'omnium et vice-champion dans les disciplines du scratch, de course aux points et de l'américaine (avec Jack Brough). Lors des championnats d'Europe espoirs de la même année, il décroche le titre sur l'omnium. Début 2023, il rejoint l'AVC Aix-en-Provence.
Fin 2023, Oscar Nilsson-Julien, dont le père est français, opte pour la nationalité sportive française,. Aux championnats d'Europe de 2024 à Apeldoorn, il remporte la médaille de bronze de la course aux points. La même année, il devient champion de France de la course aux points et termine deuxième de l'omnium sur la manche de Coupe des nations à Hong Kong. Sur route, il remporte le classement général du Tour de la Mirabelle.
En juillet 2024, il fait partie des coureurs retenus par la Fédération française de cyclisme pour prendre part aux épreuves sur piste des Jeux olympiques. Il n'est toutefois que remplaçant.

## Palmarès sur piste

### Coupe des nations
- 2024
  - 2e de l'omnium à Hong Kong

### Championnats d'Europe
| Édition / Épreuve        | Poursuite par équipes | Course aux points | Américaine | Scratch | Omnium |
| Gand 2019 (juniors)      | Or                    |                   |            |         |        |
| Apeldoorn 2021 (espoirs) |                       |                   | 7e         |         |        |
| Anadia 2022 (espoirs)    | 4e                    |                   |            |         | Or     |
| Cottbus 2024 (espoirs)   |                       |                   | 5e         |         | 4e     |
| Apeldoorn 2024           | 5e                    | Bronze            |            | 8e      |        |

### Ligue des champions
- 2024
  - 2e de l'élimination à Paris
  - 2e du scratch à Apeldoorn (II)

### Championnats nationaux
- 2022
  -  Champion de Grande-Bretagne de l'omnium
  - 2e du championnat de Grande-Bretagne de l'américaine (avec Jack Brough)
  - 2e du championnat de Grande-Bretagne de la course aux points
  - 2e du championnat de Grande-Bretagne du scratch
- 2024
  -  Champion de France de la course aux points
  - 2e du Championnat de France de l'omnium

## Palmarès sur route

### Par année
- 2019
  - 9e du championnat du monde du contre-la-montre juniors
- 2024
  - Classement général du Tour de la Mirabelle
  - 4e étape du Tour du Piémont pyrénéen
  - 3e du championnat de France de contre-la-montre amateurs

### Classements mondiaux
| Année                                 | 2022  | 2023 | 2024  |
| ------------------------------------- | ----- | ---- | ----- |
| Classement mondial                    | 2880e | nc   | 1228e |
| UCI Europe Tour                       | 1729e | nc   | nc    |
|                                       |       |      |       |
| Légende : nc = non classéSource : UCI |       |      |       |